# Algrundet, Malax
Algrundet med Bergkobban är en ö i Finland. Den ligger i Norra kvarken och i kommunen Malax i landskapet Österbotten, i den västra delen av landet. Ön ligger omkring 18 kilometer sydväst om Vasa och omkring 370 kilometer nordväst om Helsingfors.
Öns area är 62,4 hektar och dess största längd är 1,5 kilometer i nord-sydlig riktning.